# Port lotniczy White Grass
Port lotniczy White Grass (IATA: TAH, ICAO: NVVW) – port lotniczy położony na wyspie Tanna (Vanuatu).

## Linie lotnicze i połączenia
- Air Vanuatu (Aneityum, Aniwa, Dillon's Bay, Futuna Island, Ipota, Port Vila)